# 麦氏拟管螺
麦氏拟管螺（学名：Hemiphaedusa moellendorffiana moellendorffiana）是柄眼目烟管蜗牛科台湾纺锤烟管蜗牛属的一种。由Heude于1882年命名，是中国的特有物种。

## 分佈
主要分布于中国大陆的浙江、安徽等地。常栖息在山区（海拔880－1100米以上，有时在900m以上的山区也可采到）、丘陵坡地及多岩石地区，阴暗潮湿多腐殖质的灌木丛、草丛中和石块下。
一般生活在潮湿阴暗、多地衣或苔藓的岩石上，岩石缝中，灌木丛、草丛、石块下。
常以地衣、真菌和各种植物幼芽、嫩叶及腐殖质为食。

## 外部連結
- 維基物種上的相關：麦氏拟管螺